# Desire / Baby!Baby!Baby!
Singles de Miliyah Katō
Yuushatachi
(2011) Believe
(2011)
Desire / Baby!Baby!Baby! est le 20e single de Miliyah Katō, sorti sous le label Mastersix Foundation le 22 juin 2011 au Japon. Il arrive 13e à l'Oricon et reste classé 2 semaines pour un total de 6 675 exemplaires vendus.
Baby!Baby!Baby! reprend la mélodie de Linda Linda du groupe THE BLUE HEARTS.

## Liste des titres
| 1. | Desire                | 6:36 |
| 2. | Baby!Baby!Baby!       | 3:43 |
| 3. | Ain't no other        | 3:42 |
| 4. | Desire (Instrumental) | 6:34 |

| 1. | Yuushatachi (PV) |  |